# A-1 Pictures
A-1 Pictures, Inc. (株式会社A-1 Pictures Kabushiki-gaisha Ē-wan Pikuchāzu?) este un studio de animație japonez fondat de fostul producător Sunrise Mikihiro Iwata. Este o subsidiară a firmei de producție anime Aniplex a Sony Music Entertainment Japan.